# Drömmarna i häxhuset
Drömmarna i häxhuset (engelsk originaltitel The Dreams in the Witch-House) är en skräcknovell av H. P. Lovecraft.
Novellen skrevs av Lovecraft under januari och februari 1932 och publicerades i juni 1933 i tidningen Weird Tales. Margeret Murrays The Witch-Cult in Western Europe kan ha varit en viktig inspirationskälla till novellen. Här figurerar bland annat Nyarlathotep i skepnaden av häxkultens svarte man.
Novellen översattes till svenska 1988 av Kerstin Wallin och publicerades i samlingsvolymen "Cthulhu 2". Novellen låg till grund för en film med samma namn, filmad 2005 av Stuart Gordon inom skräckfilmsprojektet Masters of Horror.